# 제30의무여단
제30의무여단(30th Medical Brigade)는 미국 유럽-아프리카 육군을 지원하는 독일 셈바치 막사에 본부를 둔 미국 육군 의무대의 여단이다. 표어는 "In cruce mea fides"

## 역사

### 제2차 세계 대전
부대는 진주만 공격으로 국가 전시태세 전환에 따른 동원령이 발효되어 1942년 7월 25일, 텍사스주 캠프 바클리에서 창설된 제30의무연대였다. 부대는 1933는 10월 1일에 구상되었는데, 본부부대가 처음에는 "본부 및 본부분견대"였다가 본부근무중대로 조정되었다. 창설된 이듬해 1943년 9월 8일에 제30의무단으로 재편성되었다. 라인란트 전역과 중앙 유럽에 참전하였고, 종전 이후 동원해제에 따라 부대는 1949년 6월 6일에 조지아주 포트 베닝에서 해산하였다.

### 한국 전쟁
한국 전쟁의 막바지인 1953년 3월 25일, 의료와 치의지원을 위한 의무부대 중의 하나로 지정되어 한반도에서 재소집되었다.

### 주독 미군
한국 전쟁의 정전 이후 1955년에 주독 미군으로 지정되어 제7군으로 전속 및 당시 설립된 란트슈툴 육군 의료원에 주둔하였고, 그 해 4월에 루트비히스부르크로 이사하였다. 1965년 제7의무여단에 전속하였다. 1979년 10월 26일, 제7(VII)군단 제2군단지원사령부으로 전속되었다.
1993년 6월 17일, 여단으로 재편성되었다.
2008년 10월 27일, 제30의무사령부로 재편성되었다.
2009년, 아프가니스탄 전쟁에서 첫 전구의무사령부으로서 전개하였다.
2013년 10월 18일, 제30의무사령부는 제30의무여단으로 재편성되고, 유럽 지역 의무사령부에서 미국 유럽 육군 휘하로 편속하였다. 원정전구급 의무 지휘통제부대로서 미국 유럽 육군과 직접적 위험작전에서 건강보호 및 보건서비스를 제공하게 된다.

## 부대

### 현재
- 제519병원센터 - 카이저슬라우테른
- 제421다기능의무대대 - 바움홀더

### 이전
- 제52의무대대
- 제56의무대대
- 제42앰블런스중대
- 제651앰블런스중대
- 제4외과병원 (MASH)
- 제31전투지원병원
- 제128후송병원
- 제212전투지원병원 - Miesau
- 제47의무분견대 (헬리콥터 앰블런스)
- 제274의무분견대 (헬리콥터 앰블런스)

## 기록

### 소속
1. 제7의무여단, 1965년
2. 제2군단지원사령부, 1979년 10월 26일
3. 제332의무여단, 걸프 전쟁
4. 유럽 지역의무사령부, 2008년 10월 16일
5. 미국 유럽 육군, 2013년 10월 18일
6. 제21전구지원사령부, 201?년

### 계보
- 1933년 10월 1일
정규군 할당
Headquarters and Headquarters Detachment, 30 Medical Regiment
→제30의무연대, 본부 및 본부분견대
Headquarters, Headquarters and Service Company 30th Medical Regiment
→제30의무연대, 본부 및 근무중대
- 1943년 9월 8일, Headquarters and Headquarters Detachment, 30th Medical Group
→제30의무단, 본부 및 본부분견대
- 1992년 3월 19일, Headquarters and Headquarters Detachment, 30th Medical Brigade
→제30의무여단, 본부 및 본부분견대
- 2008년 10월 27일, Headquarters and Headquarters Company, 30th Medical Command
→제30의무사령부, 본부 및 본부중대
- 2013년 10월 18일, Headquarters and Headquarters Company, 30th Medical Brigade
→제30의무여단, 본부 및 본부중대

### 전역
| 스트리머                   | 내역                                                                 |
| -------------------------- | -------------------------------------------------------------------- |
| 제2차 세계 대전, 유럽 전구 | - 라인란트 전역 - 중앙 유럽                                          |
| 한국 전쟁                  | - 1952~1953년 세번째 한국 동계 - 1953년 한국 하계                    |
| 서남아시아                 | - 사우디 아라비아 방어, 1990년 - 쿠웨이트 방어와 해방, 1991년 - 정전 |

### 스트리머
| 스트리머          | 내역                                        | 명령서                        |
| ----------------- | ------------------------------------------- | ----------------------------- |
| 공로부대표창      | "한국", 1953년 6월 4일 ~ 1954년 1월         | 육군부 1954년 일반명령 제32호 |
| 육군 우수부대표창 | "1995-1996", 1995년 10월 15일 ~ 1996년 12월 | 육군부 2005년 일반명령 제25호 |

## 참고

### 인용
1. ↑  “30th Medical Command redesignated as 30th Medical Brigade” (PDF) (영어). U.S. Army Europe Public Affairs. 2013년 10월 18일. 2019년 6월 4일에 확인함.
2. ↑  “General Order No. 32” (PDF) (영어). 위성턴 D.C.: Department of Army. Army Publishing Directorate. 1954년 5월 5일: 4(32). 2023년 5월 23일에 확인함.
3. ↑  “General Order No. 25” (PDF) (영어). 위성턴 D.C.: Department of Army. Army Publishing Directorate. 2001년 6월 8일: 51. 2019년 1월 26일에 원본 문서 (PDF)에서 보존된 문서. 2019년 4월 14일에 확인함.

### 자료
- “30th Medical Command” (영어). Office of Medical History, Army Medical Department. 2013년 2월 18일에 원본 문서에서 보존된 문서. 2019년 4월 13일에 확인함.
- “30th Medical Command (Deployment Support)”. 《globalsecurity.org》 (영어). 2019년 4월 13일에 확인함.
- “30th Medical Group” (영어). usarmygermany.com. 2019년 4월 13일에 확인함.